# مردمان بومی وودلندز شرقی
مردمان بومی وودلندز شرقی به اهالی بومی وودلندز شرقی گفته می‌شود. وودلندز شرقی منطقه فرهنگی مردم بومی آمریکای شمالی است. محدوده تقریبی وودلندز شرقی از اقیانوس اطلس تا دشت های بزرگ شرقی و از منطقه دریاچه های بزرگ تا خلیج مکزیک گسترش یافته که اکنون توسط شرق ایالات متحده و کانادا اشغال شده است.  منطقه فرهنگ دشت سرخ پوست‌ها به سمت غرب و پتیین آرکتیک کشیده‌شده‌است. مردم بومی وودلندز شرقی زبان‌های متعلق گروه زبان مختلف را صحبت میکنند، از جمله آلگونکویان ،  ایروکویی ، ماسکوژن و سو ، و همچنین زبان‌های جزیره‌ای مانند چیتیماچا، کلاوسا، نچیز، تیموچا ، تویشاء و یوچی در این منطقه تکلم می‌شود. 